# BC Лебедя
BC Лебедя (BC Cyg, HIP 100404, BD + 37 3903) — червоний надгігант і пульсуюча змінна зоря спектрального типу M3.5Ia в сузір'ї Лебедя.
Вважається членом зоряної асоціації Cygnus OB1, а в ньому — розсіяного скупчення Berkeley 87, яке знаходиться на відстані 1673 парсека (5000 світлових років) від Сонячної системи. Це менше, ніж градус на північ від іншого змінного червоного надгіганта, BI Лебедя. Згідно з Gaia Data Release 3, його паралакс становить приблизно 1700 парсек.
До н. е. Лебедя було розраховано, що ефективна температура становить від 2858 до 3614 К і коливається від 112,000 to 145,000 L☉. Розмір найяскравішого та найкрутішого зображення становить 1,553 R☉ порівняно з 856 R☉ найгарячіший і найслабший. Це одна з найбільших відомих зір. Якби вона була на місці Сонця, її фотосфера поглинула б орбіту Юпітера, припускаючи максимальний радіус 1,553 R☉. З масою близько 19 M☉, оцінюється, що втрата зоряної маси у вигляді пилу, оскільки атомний і молекулярний газ не може бути оцінювачем, становить 3.2 на рік.

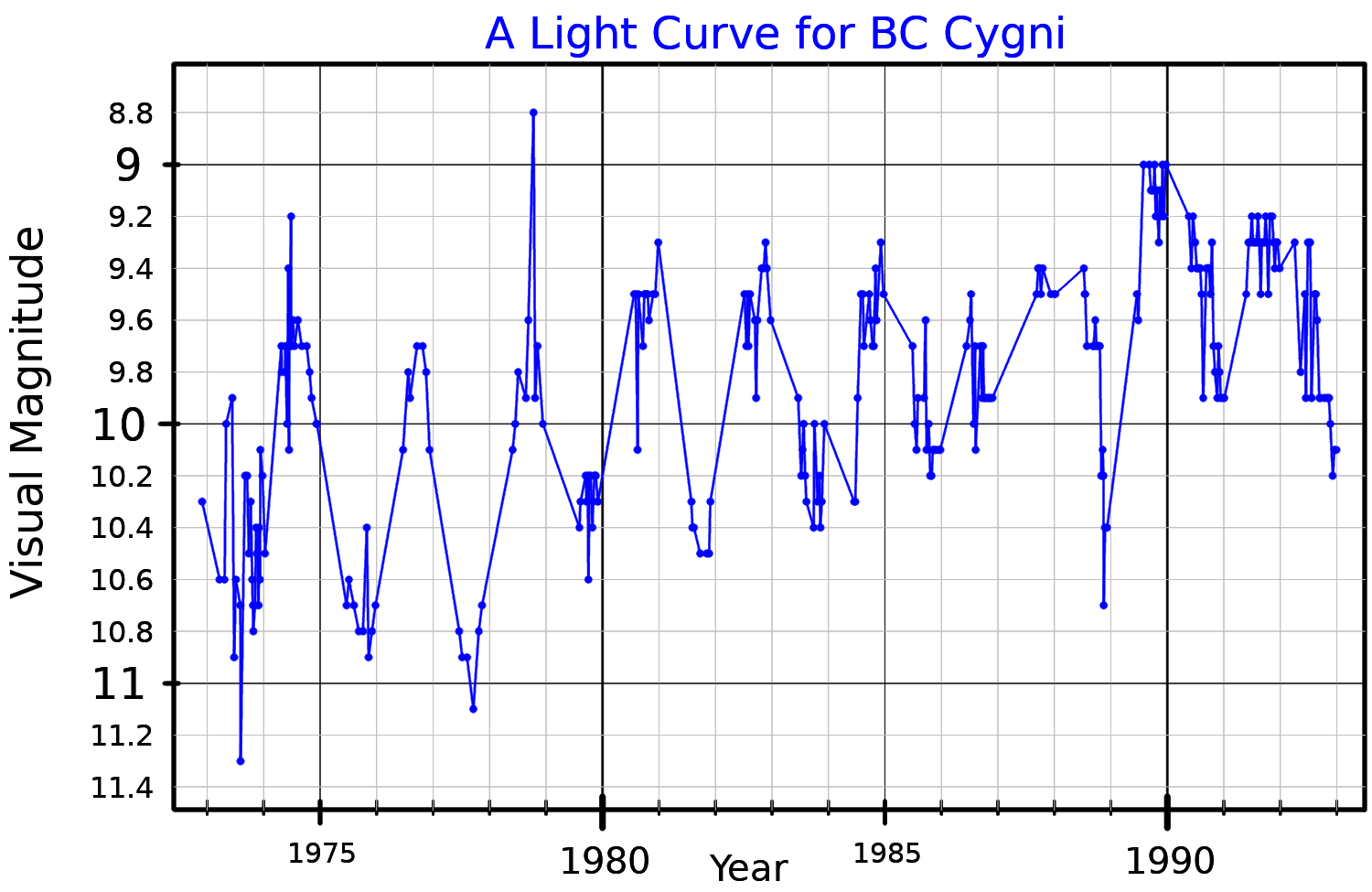
Візуальна смугова крива блиску для BC Лебедя за даними AAVSO

Яскравість BC Лебедя змінюється від зорової величини +9,0 до +10,8 з періодом 720 ± 40 днів. Приблизно між 1900 і 2000 роками, здається[прояснити], його середня яскравість збільшилася на 0,5 величини.